# Bryggeriet Djævlebryg
Bryggeriet Djævlebryg ApS blev stiftet i juni 2006, og de første øl blev lanceret i december 2006. 
I efteråret 2006 indgik Bryggeriet Djævlebryg et samarbejde med Brøckhouse ApS i Hillerød. Da Brøckhouse gik konkurs i starten af 2009 indgik Bryggeriet Djævlebryg et samarbejde med Herslev Bryghus nord for Roskilde.
I bryggeriets stifter- og ejerkreds finder man politikeren og forskeren Stinus Lindgreen.

## Portefølje
December 2009: Hjule & Stejle, en RugBrett på 5% vol.
August 2009: Mareridt, en RøgBrett på 6% vol.
Februar 2009: OriginAle, Darwinian IPA, 8.5% vol.
September 2008: Gudeløs, en imperial stout på 8.9% vol.
Maj 2008: Pride of Nekron, en imperial stout på 10.5% vol.
December 2007: Old Mephisto, en barleywine på 10.5% vol.
Juni 2007: Schopenhauers Vilje, en humlet ale på 6.5% vol. og Nekron, en stout på 8.5% vol.
December 2006: Mystikale, en krydret ale på 6.5% vol. og Son of Nekron, en tørverøget porter på 6.5% vol.